# Temple d'Hadrià
El temple d'Hadrià fou construït el 145 i actualment està incorporat a un edifici situat a la plaça de Pietra, a Roma. El temple fou erigit en honor de l'emperador Hadrià pel seu successor Antoní Pius.
Del temple romà només se'n conserven avui dia onze columnes corínties de 15 metres d'alçada sobre un pòdium de quatre metres. Les restes que es conserven del temple es troben inserides en un edifici del segle xvii, obra de Carlo Fontana. L'edifici funcionà durant un temps com la Borsa de Roma.

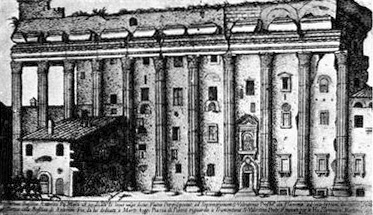
Gravat del temple fet por Alo Giovannoli del 1615.

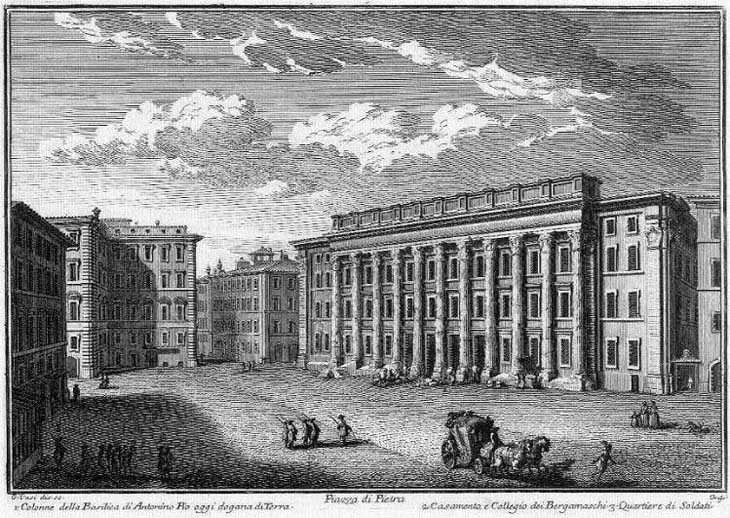
Gravat del temple, c.1750.

Era un temple octàstil i tenia 15 columnes al llarg (quatre n'han desaparegut) amb una naos. Estava decorat amb relleus que representaven les diferents províncies de l'Imperi Romà i que ara es troben al Museu del Capitoli. Actualment funciona com un museu dedicat a Adrià i com una galeria d'art.